# Кубок Англії з футболу 1887—1888
Кубок Англії з футболу 1887—1888 — 17-й розіграш найстарішого футбольного турніру у світі, Кубка виклику Футбольної Асоціації, також відомого як Кубок Англії. Вперше титул здобув Вест-Бромвіч Альбіон.

## Перший раунд
Клуби Готспур, Блекберн Олімпік і Рексем Олімпікс пройшли до наступного раунду після жеребкування.
| Дата                      | Господарі                   | Рахунок                   | Гості                       |
| ------------------------- | --------------------------- | ------------------------- | --------------------------- |
| 8 жовтня                  | Гітчін Таун                 | 2:5                       | Олд Вайкгемістс             |
| 8 жовтня                  | Марлоу                      | 4:1                       | Саут Редінг                 |
| 8 жовтня                  | Олд Ітоніанс                | 4:2                       | Лансінг Олд Бойс            |
| 8 жовтня                  | Блекберн Парк Роад          | 2:1 (результат скасовано) | Дістіллері                  |
| 15 жовтня Перегравання    | Блекберн Парк Роад          | -:-                       | Дістіллері                  |
| 8 жовтня                  | Олд Брайтоніенс             | 1:0                       | Свіндон Таун                |
| 8 жовтня                  | Вейл оф Лланголлен          | 1:3 (результат скасовано) | Освестрі Таун               |
| 22 жовтня Перегравання    | Вейл оф Лланголлен          | 0:2                       | Освестрі Таун               |
| 15 жовтня                 | Честер                      | 2:3                       | Дейвенгем                   |
| 15 жовтня                 | Бернлі                      | 4:0 (результат скасовано) | Дарвен Олд Вондерерс        |
| 22 жовтня Перегравання    | Бернлі                      | +:-                       | Дарвен Олд Вондерерс        |
| 15 жовтня                 | Грантем Таун                | 4:0                       | Лінкольн Ліндум             |
| 15 жовтня                 | Престон Норт-Енд            | 26:0                      | Хайд                        |
| 15 жовтня                 | Саут Бенк                   | 3:2                       | Ньюкасл Іст Енд             |
| 15 жовтня                 | Сток                        | 1:0                       | Барслем Порт Вейл           |
| 15 жовтня                 | Матлок Таун                 | 2:3                       | Ротергем Таун               |
| 15 жовтня                 | Редінг                      | 0:2 (результат скасовано) | Далвіч                      |
| 22 жовтня Перегравання    | Далвіч                      | +:-                       | Редінг                      |
| 15 жовтня                 | Шеффілд                     | 1:3                       | Локвуд Братерс              |
| 15 жовтня                 | Роял Енджинірс              | 3:0 (результат скасовано) | Рочестер                    |
| 22 жовтня Перегравання    | Роял Енджинірс              | +:-                       | Рочестер                    |
| 15 жовтня                 | Свіфтс                      | 3:1                       | Мейденгед                   |
| 15 жовтня                 | Ноттс Каунті                | 9:0                       | Лінкольн Рамблерс           |
| 15 жовтня                 | Гендон                      | 2:4                       | Олд Гарровіанс              |
| 15 жовтня                 | Ноттінгем Форест            | 2:1                       | Ноттс Свіфтс                |
| 15 жовтня                 | Блекберн Роверз             | +:-                       | Бері                        |
| 15 жовтня                 | Стаффорд Роад               | 2:1 (результат скасовано) | Грейт Брідж Юніті           |
| 22 жовтня Перегравання    | Грейт Брідж Юніті           | 1:1                       | Стаффорд Роад               |
| 12 листопада Перегравання | Грейт Брідж Юніті           | +:-                       | Стаффорд Роад               |
| 15 жовтня                 | Олд Картузіанс              | 5:0                       | Гановер Юнайтед             |
| 15 жовтня                 | Стейвелі                    | 1:2                       | Дербі Каунті                |
| 15 жовтня                 | Смол Гіт Альянс             | 6:1                       | Астон Юніті                 |
| 15 жовтня                 | Шеффілд Гілі                | 9:0                       | Аттеркліфф                  |
| 15 жовтня                 | Бутл                        | 5:0                       | Воркінгтон                  |
| 15 жовтня                 | Болтон Вондерерз            | 2:1 (результат скасовано) | Евертон                     |
| 29 жовтня Перегравання    | Евертон                     | 2:2                       | Болтон Вондерерз            |
| 12 листопада Перегравання | Евертон                     | 1:2                       | Болтон Вондерерз            |
| 19 листопада Перегравання | Евертон                     | -:+                       | Болтон Вондерерз            |
| 15 жовтня                 | Аккрінгтон                  | 11:0                      | Россендейл                  |
| 15 жовтня                 | Чатем                       | 5:1                       | Лутон Таун                  |
| 15 жовтня                 | Волсолл Таун                | 1:2                       | Мітчелл Сент-Джорджс        |
| 15 жовтня                 | Саут Шор                    | +:-                       | Дентон                      |
| 15 жовтня                 | Чарч                        | +:-                       | Кліфтонвілл                 |
| 15 жовтня                 | Маклсфілд Таун              | 1:3                       | Шрусбері Таун               |
| 15 жовтня                 | Волсолл Свіфтс              | 1:2                       | Вулвергемптон Вондерерз     |
| 15 жовтня                 | Олд Вестмінстер             | 4:1                       | Клептон                     |
| 15 жовтня                 | Херст                       | 5:3 (результат скасовано) | Астлі Брідж                 |
| 22 жовтня Перегравання    | Астлі Брідж                 | +:-                       | Херст                       |
| 15 жовтня                 | Кру Александра              | 5:0                       | Друїдс                      |
| 15 жовтня                 | Лонг Ітон Рейнджерс         | 6:3                       | Парк Гранж                  |
| 15 жовтня                 | Мідлсбро                    | 4:0                       | Вітберн                     |
| 15 жовтня                 | Вест-Бромвіч Альбіон        | 7:1                       | Венсбері Олд Атлетік        |
| 15 жовтня                 | Бірмінгем Ексельсіор        | 4:1 (результат скасовано) | Варвік Каунті               |
| 22 жовтня Перегравання    | Варвік Каунті               | 0:5                       | Бірмінгем Ексельсіор        |
| 15 жовтня                 | Лік                         | 2:2                       | Нортвіч Вікторія            |
| 22 жовтня Перегравання    | Нортвіч Вікторія            | 4:2                       | Лік                         |
| 15 жовтня                 | Сандерленд                  | 4:2 (результат скасовано) | Морпет Гарріерс             |
| 22 жовтня Перегравання    | Морпет Гарріерс             | 2:3                       | Сандерленд                  |
| 15 жовтня                 | Дербі Джанкшн               | 3:2                       | Дербі Сент-Люкс             |
| 15 жовтня                 | Роутенстол                  | 1:3                       | Дарвен                      |
| 15 жовтня                 | Ноттс Рейнджерс             | 10:1                      | Джардінс                    |
| 15 жовтня                 | Ноттс Олімпік               | 3:6 (результат скасовано) | Ноттс Меллорс               |
| 22 жовтня Перегравання    | Ноттс Олімпік               | 1:2                       | Ноттс Меллорс               |
| 15 жовтня                 | Лінкольн Сіті               | 4:1                       | Горнкастл Таун              |
| 15 жовтня                 | Черк                        | 4:1                       | Честер Сент-Освальдс        |
| 15 жовтня                 | Освальдтвістл Роверз        | 3:4                       | Віттон                      |
| 15 жовтня                 | Хаєр Волтон                 | +:-                       | Хейвуд Централ              |
| 15 жовтня                 | Бертон Свіфтс               | 7:0                       | Саутфілд                    |
| 15 жовтня                 | Чешам                       | 4:2 (результат скасовано) | Вотфорд Роверз              |
| 22 жовтня Перегравання    | Вотфорд Роверз              | 3:1                       | Чешам                       |
| 15 жовтня                 | Гейнсборо Триніті           | 7:0                       | Бостон                      |
| 15 жовтня                 | Башфорд Роверз              | 3:2                       | Лінкольн Альбіон            |
| 15 жовтня                 | Крузейдерс                  | 9:0                       | Ліндгерст                   |
| 15 жовтня                 | Флітвуд Рейнджерс           | 4:1                       | Вест Манчестер              |
| 15 жовтня                 | Клітгорпс Таун              | 0:4                       | Грімсбі Таун                |
| 15 жовтня                 | Ньюкасл Вест Енд            | 5:1                       | Редкар                      |
| 15 жовтня                 | Лондон Каледоніанс          | 1:6                       | Олд Форестерс               |
| 15 жовтня                 | Олд Сент-Маркс              | 7:2                       | Іст Шін                     |
| 15 жовтня                 | Овлертон                    | 2:1                       | Екінгтон Воркс              |
| 15 жовтня                 | Міллволл Роверз             | +:-                       | Кежуалс                     |
| 15 жовтня                 | Овер Вондерерз              | 3:1                       | Веллінгтон Сент-Джорджс     |
| 15 жовтня                 | Еклсфілд                    | 4:1                       | Дербі Мідленд               |
| 15 жовтня                 | Скарборо                    | 3:5                       | Шенкхаус                    |
| 15 жовтня                 | Белпер Таун                 | 2:3                       | Венсдей                     |
| 15 жовтня                 | Астон Шейкспір              | 2:3 (результат скасовано) | Бертон Вондерерз            |
| 22 жовтня Перегравання    | Астон Шейкспір              | +:-                       | Бертон Вондерерз            |
| 15 жовтня                 | Дарлінгтон                  | 3:0                       | Гейтсгед Ассоціейшн         |
| 15 жовтня                 | Ліверпуль Стенлі            | 1:5                       | Голлівелл                   |
| 15 жовтня                 | Олдбері Туан                | 0:4                       | Астон Вілла                 |
| 15 жовтня                 | Елсвік Рейнджерс            | 3:3                       | Бішоп Окленд Чарч Інстітьют |
| 22 жовтня Перегравання    | Бішоп Окленд Чарч Інстітьют | 0:2                       | Елсвік Рейнджерс            |

## Другий раунд
До другого раунду увійшли переможці першого раунду.
Клуби Шенкхаус, Свіфтс, Локвуд Братерс, Грімсбі Таун, Освестрі Таун та Бірмінгем Ексельсіор пройшли до наступного раунду після жеребкування.
| Дата                      | Господарі               | Рахунок | Гості                |
| ------------------------- | ----------------------- | ------- | -------------------- |
| 29 жовтня                 | Крузейдерс              | 3:2     | Олд Вайкгемістс      |
| 5 листопада               | Дарлінгтон              | 4:3     | Елсвік Рейнджерс     |
| 5 листопада               | Дарвен                  | 2:0     | Чарч                 |
| 5 листопада               | Далвіч                  | 2:1     | Готспур              |
| 5 листопада               | Марлоу                  | 2:3     | Олд Форестерс        |
| 5 листопада               | Олд Ітоніанс            | 3:2     | Олд Сент-Маркс       |
| 5 листопада               | Олд Гарровіанс          | 0:4     | Олд Брайтоніенс      |
| 5 листопада               | Ноттс Каунті            | +:-     | Башфорд Роверз       |
| 5 листопада               | Ноттінгем Форест        | 2:0     | Ноттс Меллорс        |
| 5 листопада               | Блекберн Олімпік        | 1:5     | Блекберн Роверз      |
| 5 листопада               | Астлі Брідж             | 0:4     | Голлівелл            |
| 5 листопада               | Мітчелл Сент-Джорджс    | 0:1     | Вест-Бромвіч Альбіон |
| 5 листопада               | Смол Гіт Альянс         | 0:4     | Астон Вілла          |
| 5 листопада               | Бутл                    | 1:1     | Саут Шор             |
| 12 листопада Перегравання | Саут Шор                | 0:3     | Бутл                 |
| 5 листопада               | Аккрінгтон              | 3:2     | Бернлі               |
| 5 листопада               | Чатем                   | 3:1     | Роял Енджинірс       |
| 5 листопада               | Нортвіч Вікторія        | 0:1     | Кру Александра       |
| 5 листопада               | Олд Вестмінстер         | 8:1     | Міллволл Роверз      |
| 5 листопада               | Рексем Олімпікс         | 1:2     | Дейвенгем            |
| 5 листопада               | Вулвергемптон Вондерерз | 3:0     | Астон Шейкспір       |
| 5 листопада               | Лонг Ітон Рейнджерс     | 1:2     | Венсдей              |
| 5 листопада               | Мідлсбро                | 4:1     | Саут Бенк            |
| 5 листопада               | Сандерленд              | 3:1     | Ньюкасл Вест Енд     |
| 5 листопада               | Дербі Каунті            | 6:0     | Еклсфілд             |
| 5 листопада               | Дербі Джанкшн           | 3:2     | Ротергем Таун        |
| 5 листопада               | Ноттс Рейнджерс         | 4:0     | Грантем Таун         |
| 5 листопада               | Лінкольн Сіті           | 2:1     | Гейнсборо Триніті    |
| 5 листопада               | Черк                    | 10:2    | Шрусбері Таун        |
| 5 листопада               | Бертон Свіфтс           | 2:5     | Грейт Брідж Юніті    |
| 5 листопада               | Флітвуд Рейнджерс       | 1:3     | Хаєр Волтон          |
| 5 листопада               | Вотфорд Роверз          | 1:3     | Олд Картузіанс       |
| 5 листопада               | Овлертон                | 1:0     | Шеффілд Гілі         |
| 5 листопада               | Дістіллері              | 2:4     | Віттон               |
| 5 листопада               | Овер Вондерерз          | 0:2     | Сток                 |
| 17 листопада              | Престон Норт-Енд        | 9:1     | Болтон Вондерерз     |

## Третій раунд
До третього раунду увійшли переможці другого раунду.
Клуби Олд Форестерс, Астон Вілла, Венсдей, Кру Александра та Ноттс Рейнджерс пройшли до наступного раунду після жеребкування.
| Дата                      | Господарі            | Рахунок                              | Гості                   |
| ------------------------- | -------------------- | ------------------------------------ | ----------------------- |
| 19 листопада              | Дейвенгем            | 1:1                                  | Черк                    |
| 26 листопада Перегравання | Черк                 | 6:1                                  | Дейвенгем               |
| 19 листопада              | Дербі Джанкшн        | 2:1                                  | Локвуд Братерс          |
| 24 листопада              | Олд Картузіанс       | 3:0                                  | Олд Брайтоніенс         |
| 26 листопада              | Дарлінгтон           | 2:3                                  | Шенкхаус                |
| 26 листопада              | Дарвен               | 1:1                                  | Віттон                  |
| 3 грудня Перегравання     | Віттон               | 0:2                                  | Дарвен                  |
| 26 листопада              | Далвіч               | 1:3                                  | Свіфтс                  |
| 26 листопада              | Сток                 | 3:0                                  | Освестрі Таун           |
| 26 листопада              | Олд Ітоніанс         | 7:2                                  | Олд Вестмінстер         |
| 26 листопада              | Ноттінгем Форест     | 2:1                                  | Ноттс Каунті            |
| 26 листопада              | Аккрінгтон           | 1:3                                  | Блекберн Роверз         |
| 26 листопада              | Грімсбі Таун         | 2:0                                  | Лінкольн Сіті           |
| 26 листопада              | Мідлсбро             | 2:2                                  | Сандерленд              |
| 3 грудня Перегравання     | Сандерленд           | 4:2 Сандерленд був дискваліфікований | Мідлсбро                |
| 26 листопада              | Вест-Бромвіч Альбіон | 2:0                                  | Вулвергемптон Вондерерз |
| 26 листопада              | Дербі Каунті         | 6:2                                  | Овлертон                |
| 26 листопада              | Хаєр Волтон          | 1:6                                  | Бутл                    |
| 26 листопада              | Крузейдерс           | 4:0                                  | Чатем                   |
| 26 листопада              | Грейт Брідж Юніті    | 2:1                                  | Бірмінгем Ексельсіор    |
| 3 грудня                  | Престон Норт-Енд     | 4:0                                  | Голлівелл               |

## Четвертий раунд
До четвертого раунду увійшли переможці третього раунду.
Клуби Престон Норт-Енд, Сток, Блекберн Роверз, Олд Картузіанс, Мідлсбро, Вест-Бромвіч Альбіон, Дербі Каунті, Дербі Джанкшн та Черк пройшли до наступного раунду після жеребкування.
| Дата                   | Господарі         | Рахунок                      | Гості           |
| ---------------------- | ----------------- | ---------------------------- | --------------- |
| 10 грудня              | Кру Александра    | 2:2                          | Свіфтс          |
| 17 грудня Перегравання | Свіфтс            | 3:2 результат був скасований | Кру Александра  |
| 31 грудня Перегравання | Кру Александра    | 2:1 результат був скасований | Свіфтс          |
| 17 грудня              | Дарвен            | 2:1                          | Ноттс Рейнджерс |
| 17 грудня              | Шенкхаус          | 0:9                          | Астон Вілла     |
| 17 грудня              | Олд Форестерс     | 4:2                          | Грімсбі Таун    |
| 17 грудня              | Ноттінгем Форест  | 6:0                          | Олд Ітоніанс    |
| 17 грудня              | Крузейдерс        | 0:1                          | Венсдей         |
| 17 грудня              | Грейт Брідж Юніті | 1:2                          | Бутл            |

## П'ятий раунд
До п'ятого раунду увійшли переможці четвертого раунду.
| Дата      | Господарі            | Рахунок | Гості            |
| --------- | -------------------- | ------- | ---------------- |
| 31 грудня | Черк                 | 0:9     | Дербі Джанкшн    |
| 7 січня   | Дарвен               | 0:9     | Блекберн Роверз  |
| 7 січня   | Ноттінгем Форест     | 2:4     | Венсдей          |
| 7 січня   | Астон Вілла          | 1:3     | Престон Норт-Енд |
| 7 січня   | Олд Картузіанс       | 2:0     | Бутл             |
| 7 січня   | Кру Александра       | 1:0     | Дербі Каунті     |
| 7 січня   | Мідлсбро             | 4:0     | Олд Форестерс    |
| 7 січня   | Вест-Бромвіч Альбіон | 4:1     | Сток             |

## Шостий раунд
До шостого раунду увійшли переможці п'ятого раунду.
| Дата     | Господарі            | Рахунок | Гості            |
| -------- | -------------------- | ------- | ---------------- |
| 28 січня | Мідлсбро             | 0:2     | Кру Александра   |
| 28 січня | Вест-Бромвіч Альбіон | 4:2     | Олд Картузіанс   |
| 28 січня | Дербі Джанкшн        | 2:1     | Блекберн Роверз  |
| 30 січня | Венсдей              | 1:3     | Престон Норт-Енд |

## Півфінали
У півфіналах зіграли команди, що перемогли на попередньому етапі.
| Дата      | Господарі            | Рахунок | Гості          |
| --------- | -------------------- | ------- | -------------- |
| 18 лютого | Престон Норт-Енд     | 4:0     | Кру Александра |
| 18 лютого | Вест-Бромвіч Альбіон | 3:0     | Дербі Джанкшн  |

## Фінал
| 24 березня 1888 |

| Вест-Бромвіч Альбіон | 2:1      | Престон Норт-Енд |
| -------------------- | -------- | ---------------- |
| Вудгол Бейлісс       | Протокол | Дьюгерст         |

| Кеннінгтон Овал, Лондон Глядачів: 19 000 Арбітр: Майор Френсіс Мариндін |